# Kasteel van Bolland

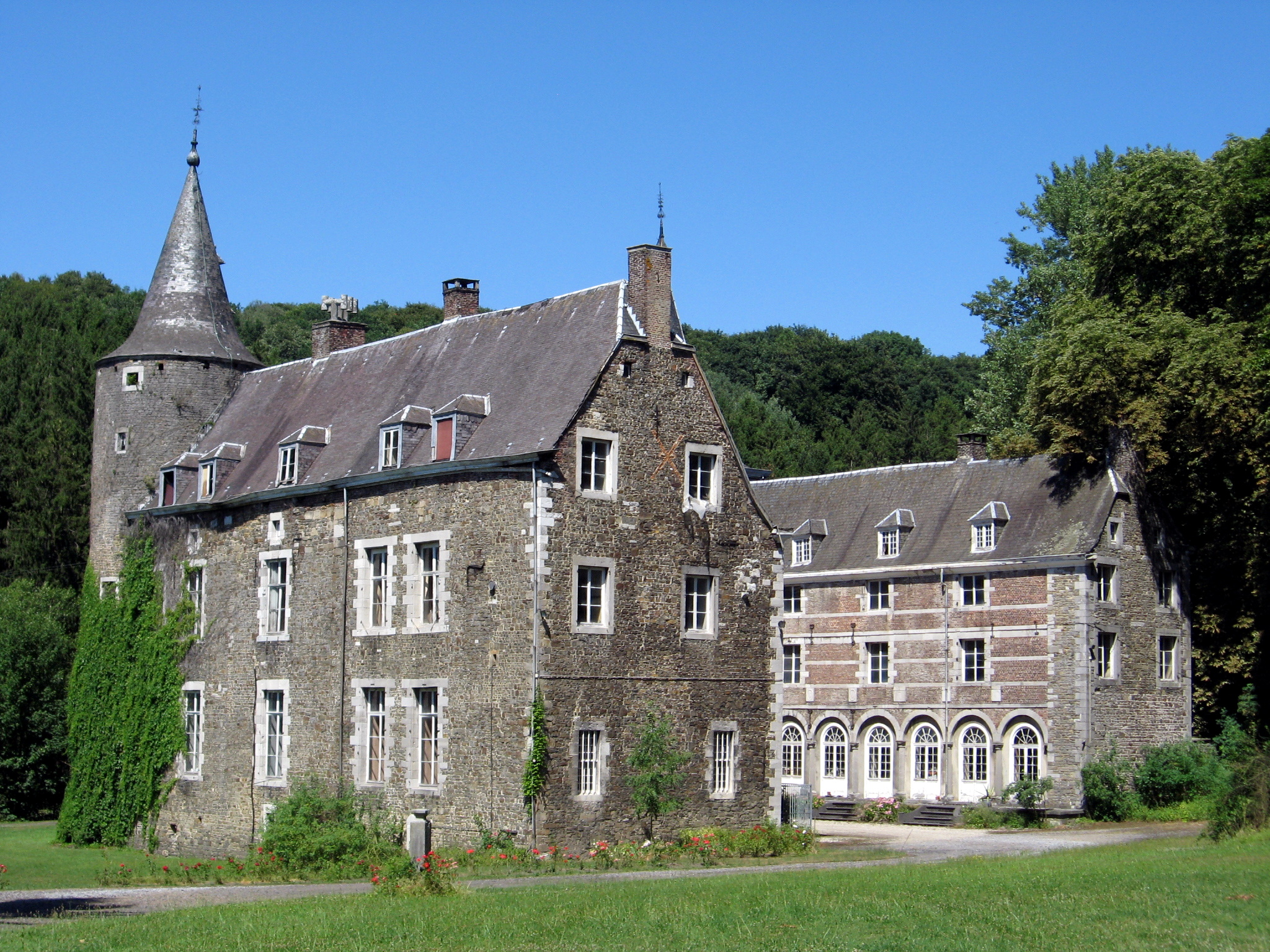
Kasteel van Bolland

Het Kasteel van Bolland (Frans: Château de Bolland) is een kasteel in Bolland, de gemeente Herve, provincie Luik, België.
De vierkante woontoren is een overblijfsel van het middeleeuwse gebouw, andere delen zijn uit de 16e eeuw. In de 17e eeuw werden grote verbouwingen uitgevoerd.
De middeleeuwse eigenaren waren de families D'Houffalize en Brandenberg, gevolgd in de 16de en 17de eeuw door de families van Eynatten, Berlo en Groesbeek. De familie De Lannoy verwierf het kasteel in de 17de eeuw en behield het tot de 19de eeuw; toen werd het eigendom van De Berlaymonts. Van hen verwierf baron Adhémar de Royer de Dour de Fraula het kasteel in 1920 en zijn nakomelingen wonen er nog steeds.
Het kasteel was ooit omgeven door een gracht. In de omgeving zijn er ook de overblijfselen van het Minderbroedersklooster, gesticht in de 17de eeuw door Jean de Berlo, heer van Bolland, en zijn echtgenote Marguerite d'Eynatten.
Ook had het kasteel een kasteelboerderij.